# C21H22N2O4
化学式C21H22N2O4（摩尔质量：366.417 g/mol）可能指：
- 25N-N1-Nap，CAS号：2865185-31-3
- 鸭脚树叶碱（鸭脚树叶醛碱），CAS号：20045-06-1
- 1-(9-芴甲氧羰基)-4-羧甲基哌嗪，CAS号：180576-05-0

|  | 这个同类索引页列出了具有相同分子式的化学物（即同分異構體）条目。 除非您是有意链接至本页，否则应将相应条目的内部链接指向正确的条目。 |